# Rusty Jeffers
Rusty Jeffers (né le 14 mai 1964 à Kenmore, New York) est un bodybuilder professionnel américain affilié à l'IFBB. Il grandit en Géorgie et dans le Colorado. Il vit actuellement à Phoenix, dans l'Arizona. Jeffers commence la musculation à l'âge de 12 et il participe aux compétitions dès l'âge de 14 ans. Il remporte son premier titre à l'âge de 17 ans et il remporte trois années de suite Teenage Arizona. Il obtient le statut professionnel en 2004 aux Championnats nationaux des maîtres (Masters National Championships),,.
En 2006, Jeffers publie un DVD intitulé Poser comme un pro expliquant aux athlètes comment poser.

## Palmarès
| Année | Compétition                       | Catégorie         | Résultat                                         |
| ----- | --------------------------------- | ----------------- | ------------------------------------------------ |
| 1981  | Teenage Arizona                   | --                | Toutes catégories                                |
| 1982  | Teenage Arizona                   | --                | Toutes catégories                                |
| 1983  | Teenage Arizona                   | --                | Toutes catégories                                |
| 1987  | AAU Copper Classic                | Poids lourd       | Poids lourd & Toutes catégories                  |
| 1987  | AAU Mr. Tucson                    | Poids lourd       | Finaliste                                        |
| 1988  | AAU Copper Classic                | Poids lourd       | Toutes catégories                                |
| 1989  | Championnats Mr. & Ms. Arizona    | Paire mixte       | Toutes catégories (avec son épouse)              |
| 1989  | AAU Mr. Arizona                   | Poids lourd       | Poids lourd & Toutes catégories                  |
| 1990  | NPC Orange County                 | Poids lourd       | Finaliste                                        |
| 1991  | Palm Springs Classic              | Poids lourd       | Poids lourd & Toutes catégories                  |
| 1991  | AAU Grand Canyon                  | Poids lourd       | 3e                                               |
| 1991  | NPC Ironman                       | Poids lourd       | 5e                                               |
| 1992  | AAU Southwest Open                | Poids lourd       | 2e                                               |
| 1992  | NPC Ironman                       | Poids lourd       | 1er & Toutes catégories                          |
| 1994  | NPC Ironman                       | Poids lourd       | Poids lourd                                      |
| 1994  | Excalibur                         | Poids lourd       | Poids lourd & Toutes catégories                  |
| 1995  | NPC USA                           | Poids lourd       | 16e                                              |
| 1996  | NPC Nationals                     | Poids lourd       | 16e                                              |
| 1998  | NPC USA                           | Poids lourd       | 9e                                               |
| 1999  | Los Angeles Championships         | Poids lourd       | Toutes catégories                                |
| 1999  | NPC USA                           | Poids lourd       | 6e                                               |
| 1999  | Arizona                           | Poids lourd       | Poids lourd & Toutes catégories                  |
| 2001  | Mid USA                           | Poids lourd       | Poids lourd & Toutes catégories                  |
| 2001  | NPC USA                           | Poids lourd       | --                                               |
| 2002  | NPC USA                           | Poids lourd       | 10e                                              |
| 2002  | NPC Nationals                     | Super Poids lourd | 12e                                              |
| 2003  | Excalibur - Los Angeles           | Super Poids lourd | 2e                                               |
| 2003  | San Diego World Gym Classic       | Super Poids lourd | Super Poids lourd & Toutes catégories            |
| 2003  | Las Vegas Classic                 | Super Poids lourd | Super Poids lourd                                |
| 2003  | NPC Nationals                     | Super Poids lourd | 16e                                              |
| 2003  | NPC Western Regional              | Super Poids lourd | Super Poids lourd                                |
| 2004  | NPC USA                           | Super Poids lourd | 2e                                               |
| 2004  | NPC Masters National              | Super Poids lourd | Super Poids lourd & Toutes catégories (Pro Card) |
| 2005  | Iron Man Pro                      | Pro               | 12e                                              |
| 2005  | San Francisco Pro                 | Pro               | 16e                                              |
| 2005  | Charlotte Pro                     | Pro               | 12e                                              |
| 2005  | Mr. Olympia Wildcard Showdown     | Pro               | 5e                                               |
| 2006  | Championnats du Monde Masters Pro | Pro Masters       | 8e                                               |
| 2007  | Iron Man Pro                      | Pro               | 12e                                              |
| 2007  | Grand Prix de Sacramento          | Pro               | 11e                                              |
| 2008  | Iron Man Pro                      | Pro               | 17e                                              |
| 2008  | Atlantic City Pro                 | Pro Masters       | 11e                                              |
| 2009  | Iron Man Pro                      | Pro               | 16e                                              |
| 2009  | Australian Pro                    | Pro               | 7e                                               |
| 2010  | Phoenix Pro                       | Pro               | 16e                                              |
| 2010  | Australian Pro                    | Pro               | 12e                                              |
| 2012  | Flex Pro                          | Pro               | 15e                                              |
| 2012  | Desert Muscle Classic             | Pro 212           | 4e                                               |
| 2014  | Pittsburgh Pro Masters            | Pro Master 50+    | 1er                                              |